# Édouard Alphonse James de Rothschild

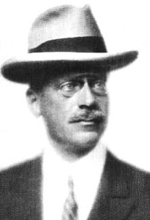
Édouard de Rothschild

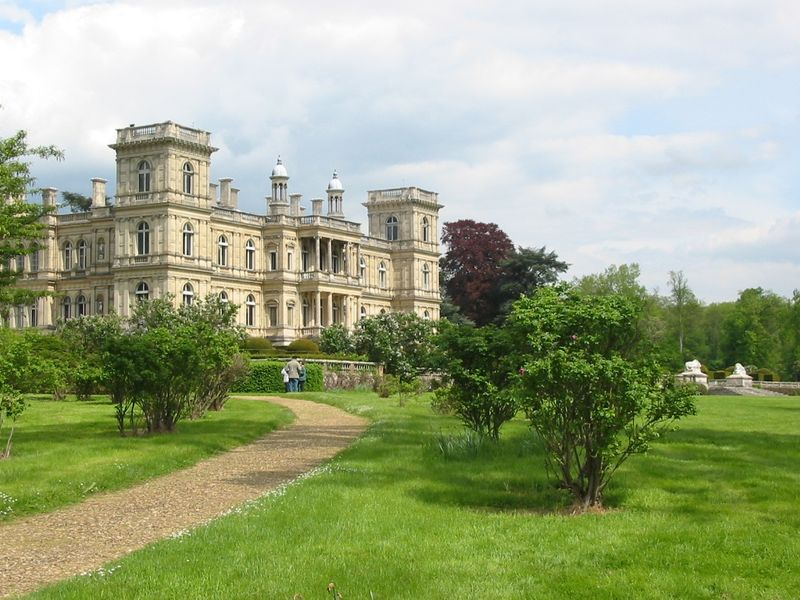
Schloss Ferrières-en-Brie

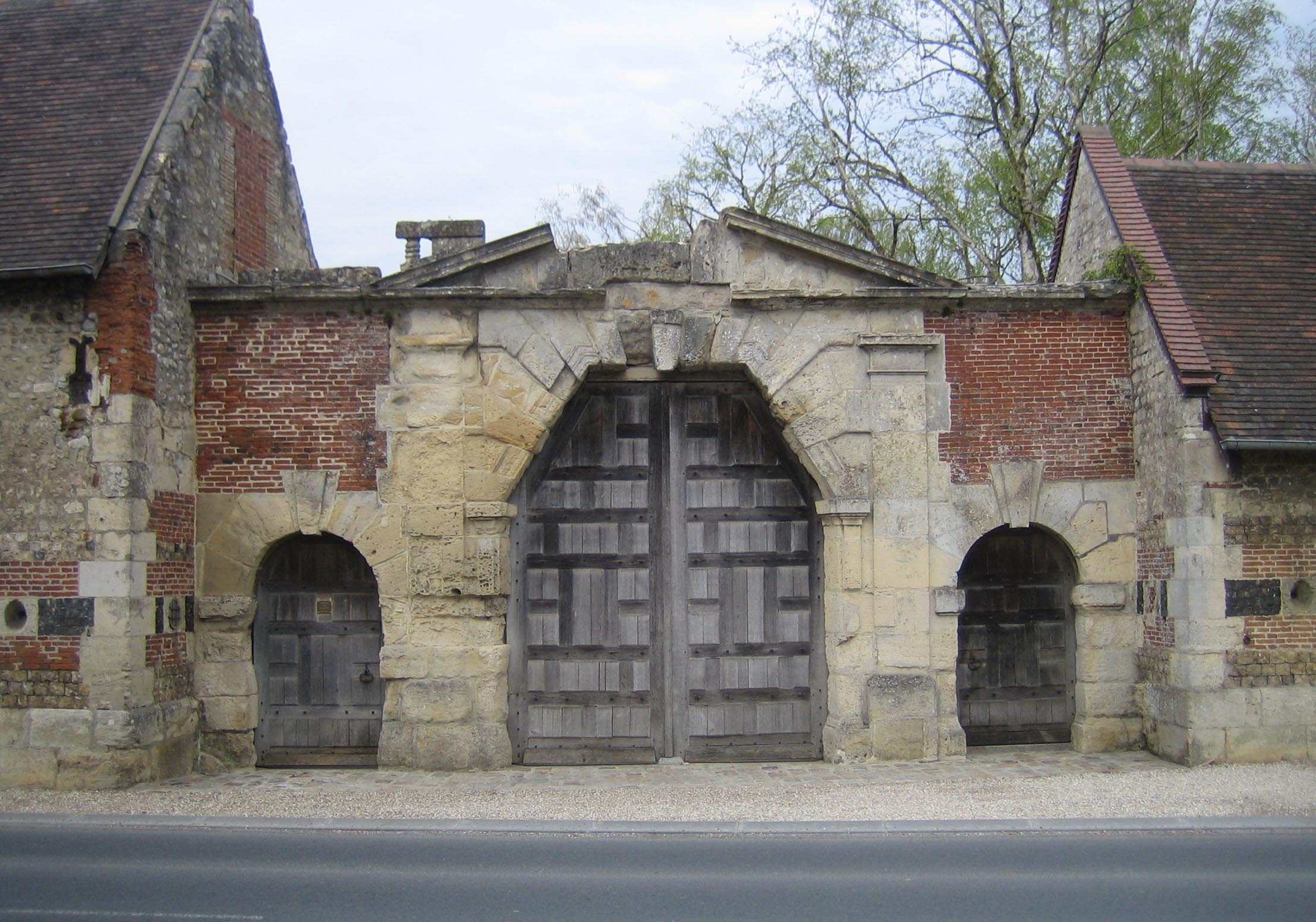
Eingangstor vom Gestüt Haras de Meautry in Touques, Département Calvados (2011)

Édouard Alphonse James de Rothschild (Rufname Édouard de Rothschild, * 24. Februar 1868 in Paris; † 30. Juni 1949 ebenda) war ein Mitglied des französischen Zweiges der Familie Rothschild und als Bankier, Kunstsammler und Pferdezüchter tätig.

## Leben
Édouard de Rothschild war der einzige Sohn des Bankiers Alphonse de Rothschild (1827–1905) und seiner Cousine Leonora de Rotschild (1837–1911), einer Tochter Lionel de Rothschilds aus dem englischen Zweig der Familie Rothschild.
1887/88 leistete er seinen Militärdienst ab. Er wurde Offizier der Reserve und 1913 als Leutnant der Kavallerie entlassen. Bei den Olympischen Spielen 1900 in Paris gewann er im Polo mit dem Team des Bagatelle Polo Club de Paris die Bronzemedaille, ferner nahm er bei diesen Spielen mit seiner Yacht an den Segelwettbewerben teil.
Er erbte nach dem Tode seines Vaters die Bank Rothschild Frères. Ebenso erbte er Anteile des Weinguts Château Lafite-Rothschild und die Gemäldesammlung seines Vaters, die er erweiterte. Er heiratete Germaine Halphen (1884–1975), Tochter der Eheleute Emile Halphen (Ingenieur und Bankier) und Louise Fould (Nichte von Fernand Halphen). Sie hatten vier Kinder: Alphonse, Guy, Jacqueline und Bethsabée de Rothschild. Der älteste Sohn Alphonse (1906–1911) starb im Alter von 5 Jahren an einer zu spät erkannten Blinddarmentzündung während einer dadurch erforderlichen Notoperation im Schloss Ferrieres-en-Brie, dem damaligen Wohnsitz der Familie.
Alphonse de Rothschild stand von 1911 bis 1940 als Präsident dem Consistoire central israélite, der obersten Organisation des Judentums in Frankreich, vor.
Als Frankreich, infolge der Pogrome in Deutschland, Zufluchtsort vieler Juden aus Deutschland und Österreich wurde, richtete Édouard Rothschilds Frau Germaine im März 1939 das Schloss Ferrières-en-Brie als Unterkunft für 150 Verfolgte ein. Nach der Besetzung Frankreichs im Jahre 1940 flüchteten Édouard Rothschild und ein Teil seiner Familie aus Frankreich. 1939 trat Rothschilds Sohn Guy der Französischen Armee bei, Tochter Jacqueline floh mit ihrem Ehemann Gregor Piatigorsky in die USA. Bevor Édouard Rothschild Frankreich verließ, versuchte er erfolglos, seine Gemäldegalerie auf seinem Gestüt Haras de Meautry in Touques und in seinem Schloss in Reux zu verstecken. Aber die Wehrmacht entdeckte und beschlagnahmte die Gemälde auf dem Gestüt und auf dem Schloss. Zu seiner Sammlung gehörte unter anderem das weltberühmte Gemälde Der Astronom von Jan Vermeer. Das Bild wurde 1940 nach dem Einmarsch der Nationalsozialisten in Frankreich vom Einsatzstab Reichsleiter Rosenberg beschlagnahmt. Nach dem Ende des Zweiten Weltkrieges wurde das Gemälde den Rothschilds restituiert und 1982 – als Anrechnung auf die Erbschaftssteuer – dem Louvre zugewiesen.

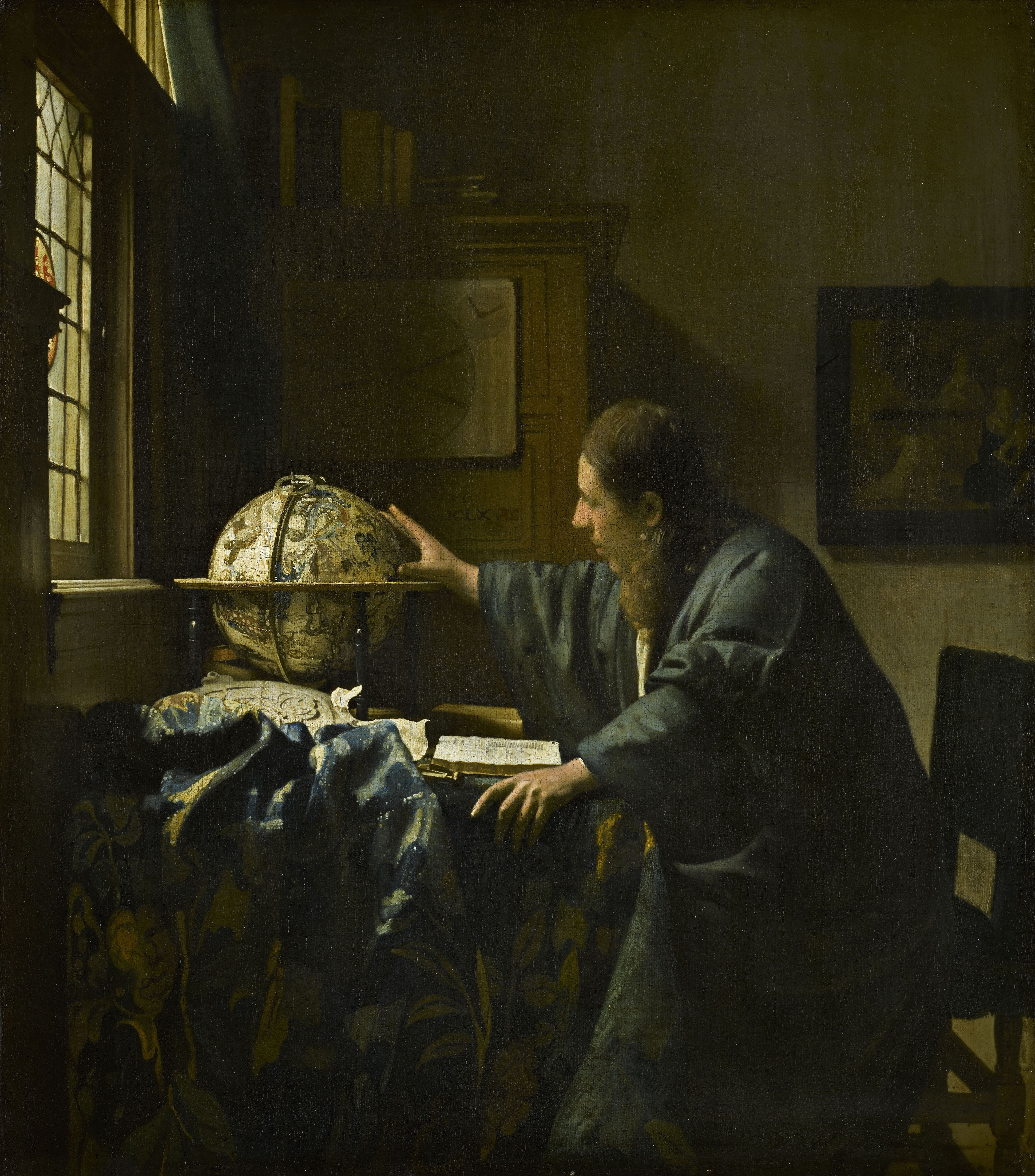
Jan Vermeer: Der Astronom, ehemals in der Sammlung Rothschild, heute: Paris, Louvre

Die Wehrmacht beschlagnahmte ebenso die Rennpferde des Gestüts und brachte diese zum Heeresgestüt Altefeld; unter ihnen war das Championpferd Brantôme. Auch das Schloss Ferrières-en-Brie wurde wie bereits 1870 – hier ersuchte am 19. und 20. September 1870 Jules Favre erfolglos Paris zu verschonen – erneut von deutschen Truppen besetzt, diesmal aber auch geplündert und praktisch seine gesamte Kunstsammlung wurde geraubt.
Édouard Rothschild emigrierte am 23. Juni 1940 mit seiner Frau und seiner Tochter Bethsabée über Lissabon, Portugal nach New York. Am 6. Dezember 1940 wurde ihm die französische Staatsbürgerschaft entzogen; durch Beschluss vom 18. April 1943 erhielt er sie zurück.
1944 kehrte er mit seiner Frau und Sohn Guy nach Frankreich zurück. Seine Kunstsammlung wurde ihm restituiert. Nach seinem Tode 1949 wurde sein Sohn Guy de Rothschild Erbe der Bank, der Kunstsammlung und der Schlösser. Das Schloss Ferrières-en-Brie, das bis 1959 leer stand, wurde von Guy de Rothschild, der hier seine Kindheit verbracht hatte, nach 1959 wieder bewohnbar gemacht.

## Ehrungen
- 1907 wurde er Ritter, 1920 Offizier und 1930 Kommandeur der Ehrenlegion[8].
- Nach ihm ist Rothschild Island, eine Insel in der Antarktis, benannt.